# Rastán
Rastán (en árabe: الرستن‎) es una de las ciudades más pobladas de la gobernación de Homs. Está localizada a 20 km al norte de la capital de la gobernación, la ciudad de Homs y a 22 km de Hama. Está ubicada en el centro de las zonas pobladas de Siria. Rastán tiene una de las presas más antiguas y puede contener hasta 225 millones de m³ de agua. En Rastán se ubica el antiguo emplazamiento de Aretusa.